# Скио
Скѝо (на италиански: Schio) е град и община в североизточна Италия, провинция Виченца, регион Венето. Разположен е на 211 m надморска височина. Населението на града е 39 586 души (към 2009 г.).